# 坊城俊樹
坊城 俊樹（ぼうじょう としき、1957年7月15日 - ）は、日本の俳人。

## 経歴・人物
東京都出身。母方の曾祖父・高浜虚子、祖父・高浜年尾、父・坊城としあつ、母・坊城中子がともに俳人という俳句一家に生まれる。また、旧華族坊城家の流れを汲んでおり、父方の曾祖父・坊城俊章、祖父・坊城俊賢はともに貴族院議員である。妻の美奈子は伏見宮家尾崎光子の娘。
学習院初等科、学習院中・高等科、学習院大学経済学部卒業。祖父・年尾のもとで俳句をはじめる。損害保険会社に勤務を経て、1988年に俳句協会に専念。1998年、第9回日本伝統俳句協会新人賞を受賞。2003年から2年間NHK俳壇選者。2011年、母・中子より「花鳥」主宰を継承（第3代）。「ホトトギス」同人。日本伝統俳句協会理事・事務局長を務める。句集に『零』『あめふらし』、他の著書に『切り捨て御免』『50歳からはじめる俳句・川柳・短歌の教科書』（東直子、やすみりえ共著）など。南日俳壇（南日本新聞）選者。信濃毎日新聞俳壇選者。